# Moutaine-Aresches
Moutaine-Aresches est une ancienne commune française du département du Jura. 
À l'origine de la commune fut la fusion des communes d'Aresches, de Boisset et de Moutaine, en 1826. Cette commune portait d'abord le nom d'Aresches, puisque ce village en restait le chef-lieu jusqu'en 1902. En cette année, le chef-lieu fut transféré à Moutaine, et le nom de la commune fut changé en Moutaine-Aresches.
En 1950, la commune est supprimée et Aresches et Moutaine sont de nouveau érigées en communes indépendantes. Boisset reste alors rattaché à Moutaine.
La commune appartenait au canton de Salins-les-Bains et à l'arrondissement de Poligny (jusqu'en 1926) puis à l'arrondissement de Lons-le-Saunier.